# Janicella spinicauda
Janicella spinicauda är en kräftdjursart som först beskrevs av Alphonse Milne-Edwards 1883.  Janicella spinicauda ingår i släktet Janicella och familjen Oplophoridae. Inga underarter finns listade i Catalogue of Life.